# Monoxenus ruandae
Monoxenus ruandae är en skalbaggsart som beskrevs av Stefan von Breuning 1955. Monoxenus ruandae ingår i släktet Monoxenus och familjen långhorningar.
Artens utbredningsområde är Rwanda. Inga underarter finns listade i Catalogue of Life.